# Otto Karl Seifert
Otto Karl Seifert (* 21. April 1902 in St. Gallen; † 5. Mai 1971 in Bern, Bürger von Wartau) war ein Schweizer Diplomat.

## Leben
Von 1946 bis 1949 war er Gesandter in Ungarn in der nach der Evakuierung wiedereröffneten Gesandtschaft in Budapest. Seifert war von 1951 bis 1954 erster Gesandter der Schweiz in Tel Aviv im neuen Staat Israel. Im Jahre 1954 war er Gesandter in Jakarta. Von 1956 bis 1959 war er Gesandter und Botschafter in Oslo. Schliesslich war er von 1959 bis 1967 in Buenos Aires als Botschafter in Argentinien tätig.